# Neohygrocybe
Neohygrocybe Herink – rodzaj grzybów z rodziny wodnichowatych (Hygrophoraceae).

## Charakterystyka
Dawniej gatunki tego rodzaju zaliczane były do rodzaju Hygrocybe (wilgotnica), jednak prowadzone w 1958 r. przez czeskiego mykologa Josefa Herinka badania wykazały, że był to takson polifiletyczny. Wyłączone przez niego gatunki Neohygrocybe są monofiletyczne. Są szeroko rozprzestrzenione na świecie. W Europie zwykle występują na nieulepszonych rolniczo łąkach o krótkiej murawie, na pastwiskach i trawnikach. Trzy gatunki: N. ingrata, N. nitrata i N. ovina, stanowią przedmiot globalnej troski o ochronę i są wymienione jako „wrażliwe” na Czerwonej Liście Gatunków Zagrożonych IUCN. Na innych kontynentach najczęściej występują w lasach.

## Systematyka i nazewnictwo
Pozycja w klasyfikacji według Index Fungorum
Hygrophoraceae, Agaricales, Agaricomycetidae, Agaricomycetes, Agaricomycotina, Basidiomycota, Fungi.
Gatunki
- Neohygrocybe griseonigra C.Q. Wang & T.H. Li 2018
- Neohygrocybe lawsonensis (A.M. Young) Lodge & Padamsee 2013
- Neohygrocybe nitrata (Pers.) Herink 1958 – tzw. wilgotnica kwaskowata
- Neohygrocybe ovina (Bull.) Herink 1958 – tzw. wilgotnica czerwieniejąca
- Neohygrocybe pseudoingrata Fuljer, Zajac, Boertm. & Kautman. 2022
- Neohygrocybe squarrosa E. Horak 1973
- Neohygrocybe subovina (Hesler & A.H. Sm.) Lodge & Padamsee 2013

Wykaz gatunków i nazwy naukowe na podstawie Index Fungorum. Nazwy polskie według W. Wojewody.